# سازهای ضربی

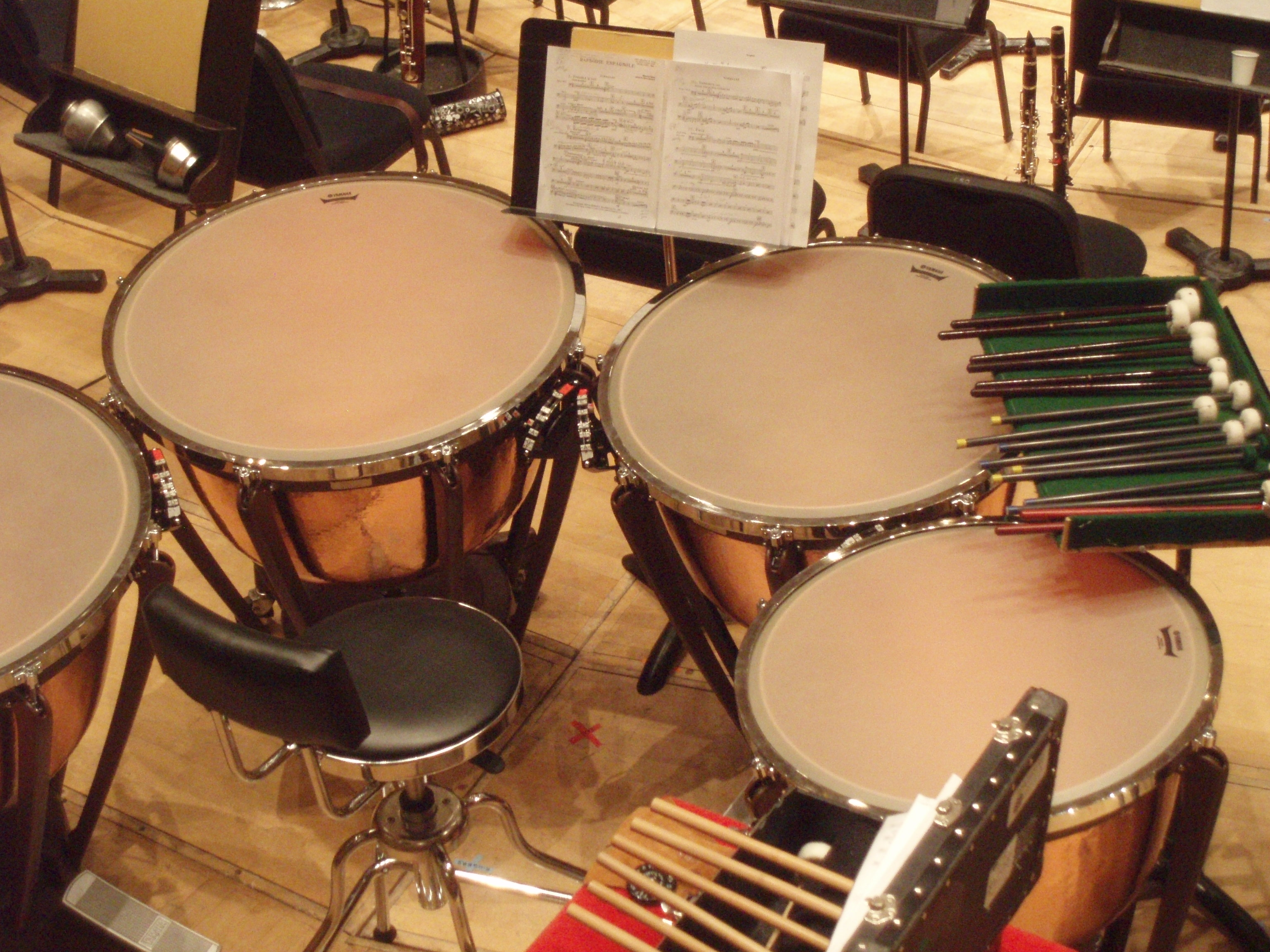
سازهای ضربی

سازهای ضربی یا پوست‌صداها (membranophones) رده‌ای از سازها هستند که تولید صدا در آنها با ارتعاش پوست طبیعی یا مصنوعی صورت می‌گیرد.